# Joanna Bourke
Joanna Bourke, född 1963 i Blenheim (Nya Zeeland), är en brittisk historiker och akademiker. Hon är professor i historia vid Birkbeck College, del av University of London.

## Biografi

### Bakgrund, akademisk karriär
Bourke föddes av föräldrar som verkade som kristna sjukvårdare och missionärer. Genom omlokaliseringarna av föräldrarnas verksamhet kom hon att växa upp i Nya Zeeland, Zambia, Salomonöarna och Haiti. Hon läste därefter vid University of Auckland, där hon tog Bachelor of Arts-examen samt masterexamen i historia.
Hon doktorerade i filosofi vid Australian National University (ANU) och tillträdde därefter akademiska tjänster vid ANU, Emmanuel College (Cambridge University) och Birkbeck vid University of London. Hon är numera främst kopplad till Birkbeck vid University of London, men hon verkar också som professor i retorik vid Gresham College i London samt i rollen som "Global Innovation Chair" vid Center for the Study of Violence hos University of Newcastle i Australien.

### Författarskap, mediemedverkan
Bourke, som beskriver sig själv som socialfeminist alternativt socialistisk feminist, har författat 13 böcker och över 100 artiklar i akademiska tidskrifter eller andra publikationer. Hennes böcker inkluderar översikter om brittisk, irländsk, amerikansk, australiensisk och haitisk historia från sent 1700-tal till nutid. De har fokus på teman som kvinnohistoria, genus, arbetarklasskultur, krig och maskulinitet, rädslans kulturhistoria, våldtäktens historia, krigskonst, smärta, militarisering, historien omkring begreppet "mänsklig", samt relationer mellan djur och människa. Hennes böcker har översatts till kinesiska, ryska, spanska, katalanska, italienska, portugisiska, tjeckiska, turkiska och grekiska. An Intimate History of Killing vann både Wolfson Prize och Fraenkel Prize.Boken var nominerad till W. H. Smith Literary Prize.
Joanna Bourke syns och hörs återkommande i TV och på radio, både bloggar och är aktiv på Twitter, och hon är återkommande krönikör i olika dagstidningar och olika tidskrifter. Hennes 40 CD stora ljudbokshistorik över Storbritannien, betitlad Eyewitness, vann Gold for Best Audio Production för volymen 1910–19, Gold for Best Audio Production för volymen 1940–49, samt Gold for the Most Original Audio for alla 10 volymerna.

### Privat och övriga aktiviteter
Bourke bor i London. 2014 valdes hon till "fellow" i British Academy, Storbritanniens nationella akademi för humaniora och samhällsvetenskapliga ämnen.
Hon är "Principal Investigator" för det stiftelseledda projektet  SHaME – Sexual Harms and Medical Encounters – som undersöker de medicinska och psykologiska aspekterna av sexuellt våld. Projektet syftar till att sidsteppa skammen i försöken att adressera denna globala hälsokris. SHaME tar in både historiska och samtidsrelaterade perspektiv, liksom regionala och globala diton. Det fokuserar på forskning och aktivism som inkluderar olika sorters minoriteter. Som del av detta projektarbete skriver Bourke på en bok om de medicinska och psykologiska aspekterna hos sexuellt våld i Storbritannien, USA, Irland och Australasien, följd av en liknande med fokus på den globala historien kring sexuellt våld.
Bourke har både brittiskt och nyzeeländskt medborgarskap.